# Egtvedflickan
Egtvedflickan är en av de bäst bevarade fynden från bronsåldern, framför allt på grund av den välbevarade klädedräkten, som gett ny kunskap om Danmarks förhistoria. 
En 16–18-årig flicka har under bronsåldern blivit lagd i en gravhög vid Egtved i Jylland. År 1921 påträffades i en 4,5 meter hög gravhög en ekkista med rester efter en ung kvinna, cirka 160 cm lång, lagd på rygg med huvudet i väster, svept i en kohud och klädd i en välbevarad ylledräkt. Skelettet var fullständigt förmultnat. Endast den intorkade huden, hår, naglar och tänder var bevarade. Hon bar armringar och hade en ring i ena örat gjord av brons. Även kläder och redskap återfanns i graven. Vid fötterna fanns ett litet kärl av björknäver, som innehållit en jäst dryck tillverkad av vete, lingon eller tranbär, honung och pors. Vid fötterna fanns ett litet bylte av ylletyg innehållande de brända benen efter ett 5-6-årigt barn. Möjligen rör det sig om ett brännoffer. En lindbarksask placerades också vid flickans fötter som innehöll en syl och ett långt snöre. Kistans tillkomsttid har dendrokronologiskt daterats till 1 357 f.Kr. Då man funnit hallonfrön i flickans mage har hon avlidit under sommaren. Graven inspirerade författaren Jan Fridegård att skriva sin bok Hallonflickan.

## Teorier om Egtvedflickans liv och ursprung
En isotopanalys av strontium från flickans tänder, fingernaglar, hår och kläder genomfördes 2015. Några danska forskare drog därav slutsatsen att flickan ursprungligen skulle ha kommit från ett område i Tyskland – Schwarzwald – och efter giftermål flyttat till Danmark, samt sedermera rört sig mellan dessa orter. Denna sensationella upptäckt skapade stora rubriker och lyftes fram både i dansk och internationell press, samt i dansk nationell TV.
I början av 2019 framkastade andra forskare en alternativ teori, om att de prover av strontium som det tidigare gruppen forskare använt varit kontaminerat av kalkningsmedel som använts i mer nutida jordbruk. När det nya forskarteamet använde prover från områden i Egtved som inte kontaminerats av modernt jordbruk verkade de kunna påvisa att strontiumvärdena i Egtved stämde överens med värdena hos proverna från flickan. Därför drog de slutsatsen att flickan troligen levt hela sitt liv i området kring Egtved. Den nya teorin skulle också förändra teorierna om Skrydstrupsflickan (ett annat känd danskt bronsåldersfynd) i samma riktning.
Danmarks nationalmuseum hävdade dock att spridningen av strontium via denna kalkningsprocess, till vattendrag och de jordlager där Egtvedflickan påträffats, var försumbar och att 2015 års teori fortfarande var aktuell. Fördjupade studier vid Köpenhamns universitet senare under året verkade bekräfta den slutsatsen, även om vetenskaplig konsensus inte uppnåtts.